# Borough de la Cynon Valley
Pour les articles homonymes, voir Cynon Valley.
Le borough de la Cynon Valley (borough of Cynon Valley en anglais) est une ancienne zone de gouvernement local de deuxième niveau du pays de Galles.
Créé au 1er avril 1974 au sein du comté du Mid Glamorgan par le Local Government Act 1972, il est aboli le 31 mars 1996 en vertu du Local Government (Wales) Act 1994. Avec une partie du borough de Taff-Ely et le borough de la Rhondda, son territoire est constitutif du borough de comté de Rhondda, Cynon, Taff institué à partir du 1er avril 1996.

## Géographie
Le territoire du borough relève des comtés administratifs du Glamorgan et de Brecon. Au 1er avril 1974, il constitue, avec les districts de Merthyr Tydfil, de l’Ogwr, de la Rhondda, de la Rhymney Valley et de Taff-Ely, le comté du Mid Glamorgan, zone de gouvernement local de premier niveau créée par le Local Government Act 1972,.
Alors que le borough admet 66 534 habitants au recensement de 1981, 63 244 résidents sont comptabilisés lors du recensement de 1991. La superficie du territoire du borough est évaluée à 44 639 acres en 1978,,.

## Toponymie
Simplement défini par un ensemble de territoires par le Local Government Act 1972, le borough prend le nom officiel de Cynon Valley en vertu du Districts in Wales (Names) Order 1973, un décret en Conseil du 8 janvier 1973 pris par le secrétaire d’État pour le Pays de Galles,.
Ainsi, le borough tient son appellation de la Vallée de la Cynon (Cynon Valley en anglais), qui elle-même tire son nom du cours d’eau de la Cynon.

## Histoire
Le district de la Cynon Valley est érigé au 1er avril 1974 à partir des territoires suivants, :
- le district urbain d’Aberdare ;
- le district urbain de Mountain Ash ;
- le district rural de Neath, pour partie (paroisse de Rhigos) ;
- et le district de Vaynor and Penderyn, pour partie (paroisse de Penderyn).

Alors que les différentes zones de gouvernement local sont abolies par le Local Government Act 1972, le statut de borough est conféré au nouveau district par un décret en Conseil du 29 mai 1974, avec une entrée en vigueur rétroactive au 1er avril 1974. Il est ainsi permis à la zone de gouvernement local de s’intituler « borough de la Cynon Valley » (borough of Cynon Valley en anglais) tandis que son assemblée délibérante prend le nom de « conseil de borough de la Cynon Valley » (Cynon Valley Borough Council en anglais) au sens de la section 21 du Local Government Act 1972,.
Le borough est aboli au 31 mars 1996 par le Local Government (Wales) Act 1994, son territoire relevant désormais du borough de comté de Rhondda, Cynon, Taff au sens de la loi.

### Note
1. ↑  Au sens littéral, il peut être traduit en français par « borough de la Vallée-de-la-Cynon ».